# Playa de La Redondela
La playa de La Redondela es una playa casi virgen de la localidad de Isla Cristina, (provincia de Huelva, España). Es contigua a la playa de Urbasur, con la que limita al este. Por el oeste le sigue la playa del Hoyo. Tiene un puesto estival de la protección Civil y la característica más importante de la playa es una ermita construida para las fiestas patronales de La Redondela.

## Entorno
Linda su extremo norte, constituido por pinar natural, con el paraje natural de las Marismas de Isla Cristina, las zonas este y oeste continúan las dunas y la playa con las playas de Urbasur y del Hoyo, respectivamente. Los correlimos no son tan abundantes como en las playas más al oeste, aunque sí los escarabajos y otros insectos de la zona dunar. La fauna marina e intermareal es básicamente la misma que la descrita para la playa Central. Las gaviotas están casi ausentes.
La pesca está prohibida al igual que el marisqueo o la extracción de animales de su entorno. La playa en sí no pertenece al paraje natural aunque sí está protegida por el INIA.
A unos dos kilómetros hacia el norte se encuentra la villa que le da nombre, La Redondela, lugar del festival de rock Kanina, parte de cuyo atractivo es esta playa. Urbasur e Islantilla son las áreas urbanas más cercanas a unos 500 metros de las primeras zonas urbanizadas.

## Servicios e instalaciones
Posee duchas de uso gratuito y un chiringuito. Hay una cabina de vigilancia junto al puesto de socorro de Protección Civil aunque no es permanente.
Hay un camping cercano atravesando la carretera A-5054. En la zona de pinar hay un merendero con barbacoas.
Existe aparcamiento en la zona, a pocos metros del acceso principal a la playa. A partir del aparcamiento comienza un sendero con piso de arena por el pinar que llega hasta la vecina localidad de Urbasur.
- Datos: Q6078825